# الهادي الأرناؤوط
الهادي الأرناؤوط من أوائل الرسامين التونسيين، عاش في بداية القرن العشرين. وكان من باعثي المسرح التونسي، حتى أن التمرينات الأولى لأول جمعية مسرحية تأسست كانت تتم بالقنصلية الإيطالية حيث كان يعمل موظفا.

## وصلة خارجية
إحدى لوحات الرسام الهادي الأرناؤوط ضمن طابع بريدي صادر عام 1985